# Bahodir Nasimov
Bahodir Nasimov (ur. 2 maja 1987 w Taszkencie) – uzbecki piłkarz grający na pozycji napastnika. W reprezentacji Uzbekistanu zadebiutował w 2009 roku.